# Prévillers
Prévillers település Franciaországban, Oise megyében. Lakosainak száma 249 fő (2022. január 1.). Prévillers Grez, Le Hamel, Haute-Épine, Hétomesnil, Lihus, Rothois és Gaudechart községekkel határos.

## Népesség
A település népességének változása:
| Lakosok száma | 207  | 224  | 227  | 232  | 237  | 242  | 247  | 246  | 249  |
|               | 2013 | 2015 | 2016 | 2017 | 2018 | 2019 | 2020 | 2021 | 2022 |